# Józef Grzegorz Puchalski
Józef Grzegorz Puchalski (ur. 2 marca 1766 w Garwolinie, zm. 5 marca 1833 w Kaliszu) – chirurg wojskowy, pułkownik wojsk polskich, uczestnik kampanii napoleońskich.

## W armii Rzeczypospolitej i Legionach Polskich
Pochodził z rodziny szlacheckiej legitymującej się herbem Ślepowron. Jego rodzicami byli Jan i Elżbieta. Ukończył studia medyczne, następnie wstąpił do armii polskiej. Walczył podczas wojny w 1792 oraz w czasie powstania w 1794, pełniąc funkcję dywizyjnego sztabs-chirurga wojsk koronnych. Po klęsce emigrował do Francji, gdzie pracował w szpitalach wojskowych. Z końcem lipca 1797 zgłosił się do służby w Legionach Polskich gen. J. H. Dąbrowskiego, jednak wobec odmowy ze strony władz francuskich dopiero w listopadzie 1799 podjął służbę w Legii Naddunajskiej gen. Karola Kniaziewicza, jako chirurg I klasy. Służąc pod dowództwem płk Wojciecha Turskiego wziął udział m.in. w zwycięskiej bitwie pod Hohenlinden.

## W służbie włoskiej
Po rozformowaniu Legionów, wraz ze swoim pułkiem ułanów Puchalski przeszedł na żołd zależnej od Francji Republiki włoskiej (od 1805 Królestwo Włoch), gdzie znalazły się wszystkie polskie jednostki. Podczas służby, razem z kilkoma innymi oficerami, popadł w konflikt z dowódcą pułku Aleksandrem Rożnieckim. W marcu 1804 podczas okupacji w Apulii, Puchalski sam chorując na febrę, leżąc, odmówił szefowi szwadronu Janowi Konopce udzielenia pomocy rannemu ułanowi, przez co Konopka nałożył na chirurga areszt domowy, sadzając przy jego łóżku dwóch ułanów. Po tym zdarzeniu Puchalski przeniósł się do 4 półbrygady, a następnie do 1 regimentu piechoty pod dowództwem Józefa Grabińskiego, który pałał straszliwą nienawiścią do Rożnieckiego.
W okresie służby we Włoszech Puchalski nawiązał bliskie stosunki z generałem J. H. Dąbrowskim, wówczas generalnym inspektorem kawalerii włoskiej, stając się protegowanym generała. Generał, po śmierci pierwszej żony (3 października 1803) oddał pod opiekę Puchalskiego swego syna Jana Michała, kapitana kawalerii. W 1804 roku Puchalski wstąpił do loży masońskiej „L’Union”, której większość stanowili Polacy z regimentu Grabińskiego.
Podczas kampanii 1805/1806 Puchalski brał udział w walkach przeciwko wojskom brytyjskim i neapolitańskim powstańcom, m.in. pod Castelfranco i pod Cosenzą, gdzie został ranny.

## W armii Księstwa Warszawskiego
Po utworzeniu Księstwa Warszawskiego (1807) Puchalski służył w sztabie gen. Dąbrowskiego, wziął udział w bitwie pod Frydlandem (14 czerwca), gdzie otrzymał kolejne rany. W tym samym roku, w randzie pułkownika, Puchalski został naczelnym chirurgiem legii gen. Dąbrowskiego.
W wojnie 1809 roku Puchalski walczył pod Gorzycami, a pod koniec tego roku, już po zakończeniu walk, został powołany na inspektora generalnego szpitali wojskowych.
W 1812 wziął udział w wyprawie na Rosję, a po klęsce Napoleona znalazł się w Saksonii, znowuż pod rozkazami J. H. Dąbrowskiego. Zostawszy w Lipsku opiekował się pozostawioną tam ciężarną (drugą) żoną generała, potem odwiózł ją do męża do Paryża, gdzie 14 marca 1814 urodziła się córka Dąbrowskich. Następnie Puchalski pomógł Dąbrowskim w powrocie do kraju.

## Po klęsce Napoleona
W lipcu 1814 Puchalski przybył do Poznania, w tym samym roku został przewodniczącym komisji, mającej egzaminować wszystkich urzędników zdrowia armii polskiej. W 1816 Puchalski wziął dymisję z armii Królestwa Polskiego i osiadł w Kaliszu. Tam nabył dom o pałacowej architekturze, zbudowany około roku 1820 lub w latach 1828/1829, według projektu Sylwestra Szpilowskiego lub Franciszka Reinsteina (obecnie przy placu Kilińskiego).
W 1828 Puchalski od rodziny generała Umińskiego kupił podkaliski majątek Zakrzyn.
Józef Grzegorz Puchalski zmarł 5 marca 1833 w Kaliszu i został pochowany na tamtejszym cmentarzu katolickim. Zachowała się kamienna nagrobna tablica inskrypcyjna, jedna z najstarszych na cmentarzu.
Po śmierci Puchalskiego wdowa po nim dała ogłoszenie o sprzedaży pałacu wraz z zapleczem gospodarskim, wozownią, stajnią i ogrodami. Pałac nabył kaliski Żyd o nazwisku Puławski (stąd niekiedy dwojaka nazwa: pałac Puchalskich lub pałac Puławskich). W tymże domu mieszkała wraz ze swoimi rodzicami Maria Konopnicka.

## Odznaczenia
- Krzyż Orderu Legii Honorowej – 1 października 1807,
- Krzyż Kawalerski Virtuti Militari – 11 stycznia 1810[1].